# Миськи Млыны
Миськи Млыны (укр. Міські Млини) — село в составе Опошнянского поселкового совета Зеньковского района Полтавской области Украины.
Код КОАТУУ — 5321355405. Население по переписи 2001 года составляло 231 человек.

## Географическое положение
Село Миськи Млыны находится на правом берегу реки Ворсклы, выше по течению на расстоянии в 2 км расположено село Яблочное, ниже по течению на расстоянии в 1,5 км расположено село Карабазовка, на противоположном берегу — село Ольховое. Примыкает к пгт Опошня.
Река в этом месте извилистая, образует лиманы, старицы и заболоченные озёра.
Рядом проходит автомобильная дорога Н-12 (Т-1701).

## История
На территории села еще в XII веке существовало небольшое городище. Об этом свидетельствуют остатки рвов и земляных валов с южной стороны холма, который местные жители называют Мигдиемою горой.
Собственно село возникло из казацкой слободы у переправы через реку Ворсклу. Своё название оно получило благодаря большому количеству мельниц в этой местности.
Есть на карте 1800 года
В 1812 году в селе была построена кирпичная церковь на месте старой, деревянной Васильковской, построенной в 1733 году.. Она была разрушена во время Великой Отечественной войны, а кирпич с неё использован для строительства жилищ. Тогда же был разрушен двухэтажный господский дом.
По состоянию на 1885 год в собственническом селе Зеньковского уезда Полтавской губернии, жило 1638 человек, существовала православная церковь, почтовая станция, завод.
По переписи 1897 года количество жителей составило 995 человек (491 мужского пола и 504 — женского), из которых 981 — православной веры.=

## Экономика
В селе находится Опишнянская ГЭС, введенная в эксплуатацию в 1958 году. Русловое водохранилище расположено на реке Ворскле. Общая мощность электростанции составляет 225 кВт. Площадь руслового водохранилища составляет 95 га, объем — 1,52 млн. м³.

## Здравоохранение
В селе расположен областной детско-юношеский оздоровительный лагерь «Эколог». В 1973 году в селе была построена общеобразовательная школа. В течение 30 лет в ней учились дети из села и рядом расположенных населенных пунктов. В 2003 году поселковым советом из-за демографической ситуации было принято решение о переводе школьников в опишнянскую общеобразовательную школу. Впоследствии Полтавский областной совет передал здание местной школы для реконструкции под детское оздоровительное учреждение. Сегодня здесь отдыхают школьники со всей области — воспитанники кружков, победители олимпиад, юные исследователи Малой академии наук, победители и призеры всеукраинских, областных и районных конкурсов.

## Культура
В селе находится мемориальный музей-усадьба Леонида Сморжа. Экспозиция насчитывает около 500 уникальных авторских гончарных работ известных опошнянских гончаров — Ивана Билыка, Михаила Китриша, Гаврила и Евдокии Пошивайло, Григория Тягуна, Василия Омельяненко, Трофима Демченко, Александры Селюченко. Разрисованы изделия знаменитыми рисовальщицами Зинаидой Линник, Параской Биляк, Матроной Назарчук. Среди них и произведения самого владельца коллекции — Леонида Сморжа.

## Известные люди
В селе родился украинский политический деятель и писатель А. И. Заливчий.